# Liriope
Liriope es un género de plantas bajas como hierbas nativas del este de Asia, algunas especies se usan como decorativas en regiones templadas. 
Liriope son usadas en jardines  por su follaje siempreverde. Algunas especies como , e.g., L. spicata, se cultivan ampliamente. 
Liriope spicata es un substituto de Ophiopogon japonicus en Medicina china como hierba para la deficiencia del yin.

## Taxonomía
El género fue descrito por João de Loureiro  y publicado en Flora Cochinchinensis 1: 190, 200. 1790.

## Especies
- Liriope graminifolia (L.) Baker
- Liriope kansuensis (Batalin) C.H.Wright
- Liriope longipedicellata F.T.Wang & Tang
- Liriope minor (Maxim.) Makino
- Liriope muscari (Decne.) L.H.Bailey
- Liriope spicata Lour.